# Mordvilkoiella
Mordvilkoiella  (лат.) — род тлей из подсемейства Aphidinae (триба Aphidini, подтриба Rhopalosiphina Mordvilko, 1914). Россия, Украина. Назван в честь советского энтомолога Александра Константиновича Мордвилко (1867—1938).

## Описание
Мелкие насекомые, длина около 2 мм, тело вытянутое (его длина почти в 2 раза больше своей ширины). Усики 5-члениковые, очень короткие (в 3-6 раз меньше тела). Трубочки в виде пор, очень короткие. 
Расстояние между дыхальцами 2-го и 3-го сегментов брюшка не более чем в 2 раза больше, чем расстояние между дыхальцами 1-го и 2-го сегментов. Также отличаются отсутствующими краевыми бугорками на II—V тергитах брюшка.
Ассоциированы со злаковыми растениями Poaceae, на овсянице Festuca pratensis, на тростнике Phragmites australis, на осоках Carex. Близок к тлям рода Hyalopterus (с которым и другими сходными родами тлей объединяется в подтрибу Rhopalosiphina Mordvilko, 1914), но отличается короткими 5-члениковыми антеннами, и, возможно, близок к Holcaphis.
- Mordvilkoiella jacutensis Pashtshenko, 1988 — Восточная Сибирь (Якутия)[3].
- Mordvilkoiella skorkini (Mordvilko, 1929)[4] — Россия, Украина